# Huanca Sancos
Huanca Sancos è un comune del Perù, situato nella Regione di Ayacucho e capoluogo della Provincia di Huanca Sancos.